# Homme-singe
Ne doit pas être confondu avec Homme-Gorille.
Pour l’article homonyme, voir L'Homme-singe.
M’Baku, alias l’Homme-singe (« Man-Ape » en VO) est un super-vilain évoluant dans l’univers Marvel de la maison d'édition Marvel Comics. Créé par le scénariste Roy Thomas et le dessinateur John Buscema, le personnage de fiction apparaît pour la première fois dans le comic book Avengers #62 en mars 1969.
C'est un des ennemis récurrents de la Panthère noire.

## Biographie du personnage

### Origines et parcours
M’Baku, l'un des meilleurs guerriers du Wakanda et héritier de la tribu des Jabari, était le garde-du-corps brutal du jeune roi T'Challa (la Panthère noire). Il suivit la voie rivale du culte de la Panthère en suivant celui du Gorille Blanc (interdit, car seul celui de la Panthère est autorisé au Wakanda) dans le but de voler le trône. Il se baigna dans le sang sacré d'un gorille blanc, après avoir mangé sa chair. Il reçut alors une force nouvelle et relança secrètement le culte du Gorille Blanc, devenant le puissant Homme-singe.
Profitant de l'absence du roi, parti travailler aux Nations unies, il fit édicter de nouvelles lois et fit tuer de nombreux étrangers. Il envoya trois de ses agents assassiner le roi aux États-Unis, mais ce plan échoua.
La Panthère noire retourna au Wakanda avec ses alliés Vengeurs. À leur arrivée, ils furent accueillis par M’Baku, puis drogués et capturés. Finalement, l’Homme-singe fut battu et laissé pour mort. En réalité, il quitta le pays et rejoignit la Lethal Legion du Moissonneur. Ils attaquèrent alors les Vengeurs, mais sans succès. M’Baku fut condamné à ne plus revenir au Wakanda, sous peine de mort. Il se fit mercenaire et voyagea dans le monde entier. Il revint aux États-Unis s'allier de nouveau avec le Moissonneur mais l'abandonna au cours d’un combat contre Wonder Man et les Vengeurs, le combat tournant à la défaite.
Un jour, il fut victime, comme d'autres vilains, des ondes haineuses d'une machine créée par le Docteur Fatalis. Avec Orka et le Baron Brimstone entre autres, il attaqua les Quatre Fantastiques mais ils furent battus et arrêtés. Il s'échappa de prison et parti se venger de Wonder Man, mais fut battu par le Fauve.
On le revit dans une exposition d'armes organisée par l’AIM sur une île tropicale, où il affronta Captain America. Plus tard, il rejoignit les Maîtres du mal de Crimson Cowl (en), qui furent mis en déroute par les Thunderbolts. On le vit ensuite au mariage de la Panthère noire et Tornade, invité pour apaiser les tensions des conflits tribaux du pays.

### Dark Reign
Pendant le crossover Dark Reign, M’Baku est tué par Morlun, le Dévoreur de totems, en défendant son peuple de l'attaque de Morlun contre son royaume car il était l'un des totems-animaux. Mais avant sa mort apparente, il envoie un messager au Wakanda pour les avertir de l'approche du danger.
Il réapparaît plus tard bien vivant, lorsqu'il est vu avec l'Homme pourpre en tant que membre des Villains for Hire.

## Pouvoirs et capacités
En dévorant la chair d’un gorille blanc sacré, M’Baku a acquis des pouvoirs surhumains. Ses capacités physiques, ainsi que ses sens ont été accrues mystiquement.
- L’Homme-singe possède une force, une vitesse, une agilité, une endurance et une résistance surhumaines. Il est capable de soulever 10 tonnes. Son endurance et sa résistance sont bien plus élevées que celles d'un être humain aguerri[1].
- C'est un bon combattant, bien qu’inférieur à la Panthère noire. C'est notamment un combattant à mains nues extrêmement doué, avec un style qui rappelle celui des gorilles[1].
- Il est revêtu de la peau du gorille blanc sacré qu'il a tué, et auquel il doit ses pouvoirs[1].

## Apparitions dans d’autres médias
Sauf indication contraire, les informations mentionnées dans cette section peuvent être confirmées par la base de données cinématographiques IMDb,  présente dans la section « Liens externes ».

### Films

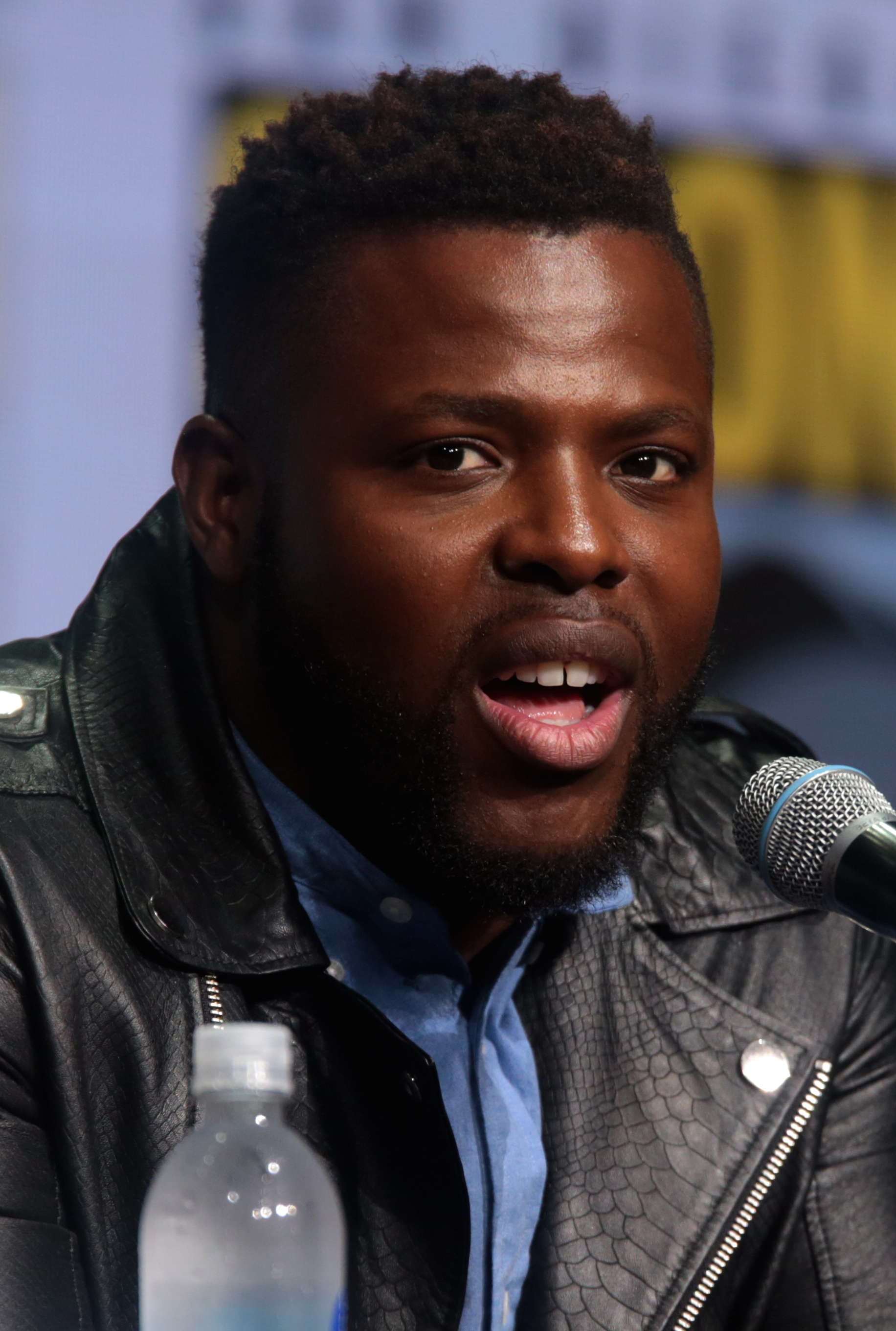
Winston Duke incarne M'Baku dans Black Panther (2018).

Interprété par Winston Duke dans l'univers cinématographique Marvel
- 2018 : Black Panther réalisé par Ryan Coogler
- 2018 : Avengers : Infinity War réalisé par Anthony et Joe Russo
- 2019 : Avengers: Endgame réalisé par Anthony et Joe Russo
- 2022 : Black Panther: Wakanda Forever de Ryan Coogler

### Télévision
- 2012 : Avengers : L'Équipe des super-héros (série d'animation)

### Jeux vidéo
- 2009 : Marvel Ultimate Alliance 2: Fusion